# Zonetoernooi dammen 1994 West-Europa
Het West-Europees zonetoernooi dammen 1994 werd van 11 t/m 18 juni 1994 door 9 deelnemers in Heerenveen gespeeld. 
Op 15 juni werden 2 rondes gespeeld en op de overige speeldagen 1 ronde per dag. 
De nummers 1 (Rob Clerc met 15 punten), 2 (Emmanoeïl Merins met 13 punten) en 3 (Papa Cissé met 11 punten) plaatsten zich voor het wereldkampioenschap 1994 in Den Haag. 

## Deelnemers die zich plaatsten voor het wereldkampioenschap 1994 in Den Haag
- Rob Clerc  Nederland
- Emmanoeïl Merins  Duitsland
- Papa Cissé  Frankrijk

## Overige deelnemers
- Raoul Bubbi  Italië
- Gilles Delmotte  Frankrijk
- Stephan Michiels  België
- Ivo Křístek  Tsjechië
- Daniel Machado  Portugal
- Frank Lahl  Duitsland